# ケリー・ミドルコフ
エメット・ケリー・ミドルコフ（英語：Emmett Cary Middlecoff、1921年1月6日-1998年9月1日）は、アメリカ合衆国のプロゴルファー。

## 来歴
ミドルコフはテネシー州ホールズ出身。クリスチャン・ブラザーズ高校を経てテネシー大学でゴルフ部を経験。1939年にはオールアメリカンに選出。テネシーアマチュア選手権では4連覇を達成。1944年にはアメリカ陸軍衛生部に召集。翌45年にアマチュアとしてPGAツアーの大会で優勝。全米オープンで2度、マスターズで1度優勝したほか、通算40勝を挙げた。1986年には世界ゴルフ殿堂入り。1998年9月1日テネシー州メンフィスにて死去。

## プロ優勝

### PGAツアー優勝(40)
- 1945: ノース・アンド・サザン・オープン（アマチュアとして）
- 1947 (1) Charlotte Open
- 1948 (2) Hawaiian Open, Miami International Four-Ball](with Jim Ferrier)
- 1949 (6) Rio Grande Valley Open, Jacksonville Open, 全米オープン, Motor City Open (co-winner with ロイド・マングラム), Reading Open, Miami International Four-Ball (with Jim Ferrier)
- 1950 (3) ヒューストン・オープン, Jacksonville Open, St. Louis Open
- 1951 (6) Lakewood Park Open, コロニアル・ナショナル・インビテーション, All American Open, Eastern Open, St. Louis Open, Kansas City Open
- 1952 (4) El Paso Open, Motor City Open, St. Paul Open, Kansas City Open
- 1953 (3) ヒューストン・オープン, Palm Beach Round Robin, Carling Open
- 1954 (1) Motor City Open
- 1955 (6) Bing Crosby Pro-Am Invitational, St. Petersburg Open, マスターズ, ウェスタン・オープン, Miller High Life Open, Cavalcade Of Golf
- 1956 (3) Bing Crosby National Pro-Am Golf Championship, フェニックス・オープン, 全米オープン
- 1958 (1) Miller Open Invitational
- 1959 (1) St. Petersburg Open Invitational
- 1961 (1) Memphis Open Invitational

(missing one win)
太字はメジャー選手権優勝

### その他優勝
this list is probably incomplete
- 1949 Greenbrier Pro-Am